# Масерија д'Амари (Палермо)
Масерија д'Амари је насеље у Италији у округу Палермо, региону Сицилија.
Према процени из 2011. у насељу је живело 16 становника. Насеље се налази на надморској висини од 257 м.